# Informe de Evaluación Global sobre Biodiversidad y Servicios Ecosistémicos
El Informe de Evaluación Global sobre Biodiversidad y Servicios Ecosistémicos es un reporte publicado en 6 de mayo de 2019 por la Plataforma Intergubernamental de Biodiversidad y Servicios Ecosistémicos de las Naciones Unidas durante la sesión plenaria IPBES no. 7 llevada a cabo del 29 de abril al 6 de mayo en París.

## Descripción
El informe fue desarrollado durante 3 años por un panel de 145 expertos de 50 países y la contribución de otros 310 autores. El informe tiene más de 1800 páginas y es producto de la revisión sistemática de más de 15,000 artículos académicos e informes gubernamentales.

## Conclusiones
Dentro de las conclusiones del informe resaltan las siguientes comunicadas por periódicos y sitios web reconocidos:
- Más de un millón de especies se encuentran en riesgo de extinción por las acciones humanas en el planeta[6]
- La pérdida de biodiversidad es una amenaza para el bienestar humano[7]
- Los impulsores directos de estos cambios son, clasificados de mayor a menor importancia, son: 1. cambios en el uso de los suelos y el mar; 2. explotación directa de especies; 3. cambio climático; 4. contaminación; y 5. especies exóticas invasivas.[8]

Otras conclusiones significativas del informe son:

- Las tres cuartas partes del medio ambiente terrestre y alrededor de 66% del medio ambiente marino han sido alteradas significativamente por las actividades humanas. En promedio, estas tendencias han sido menos severas o evitadas en áreas mantenidas o administradas por pueblos indígenas y comunidades locales.

- Más de un tercio de la superficie terrestre del mundo y casi 75% de los recursos de agua dulce se dedican ahora a la producción agrícola o ganadera.

- El valor de la producción agrícola ha aumentado en aproximadamente 300% desde 1970, la extracción de madera en bruto ha aumentado 45% y cada año se extraen en todo el mundo aproximadamente 60.000 millones de toneladas de recursos renovables y no renovables, casi el doble que en 1980.

- La degradación de la tierra ha reducido la productividad de 23% de la superficie terrestre global. Hasta US $ 577 mil millones anuales en cultivos están en riesgo por la pérdida de polinizadores y entre 100 y 300 millones de personas tienen un mayor riesgo de inundaciones y huracanes debido a la pérdida de hábitats costeros y su protección.

- En 2015, 33% de las poblaciones de peces marinos se estaban capturando a niveles insostenibles, 60% se pesca por encima de los niveles sostenibles y solo 7% se captura bajo los niveles de sostenibilidad.

- Las áreas urbanas se han más que duplicado desde 1992.

- La contaminación por plásticos se ha multiplicado por diez desde 1980.  300-400 millones de toneladas de metales pesados, solventes, lodos tóxicos y otros desechos de instalaciones industriales se descargan anualmente en las aguas del mundo, y los fertilizantes que ingresan a los ecosistemas costeros han producido más de 400 "zonas muertas" en 245.000 km² de océanos, un área combinada mayor que la del Reino Unido.

- Las tendencias negativas en la naturaleza continuarán hasta 2050 y más allá en todos los escenarios de políticas explorados en el informe, excepto aquellos que incluyen un cambio transformador – esto debido a los impactos proyectados del aumento en el cambio de uso de la tierra, la explotación de organismos y el cambio climático, aunque con importantes diferencias entre regiones.

La naturaleza está en un declive peligroso y sin precedentes: la tasa de extinción de especies se acelera
Programa de las Naciones Unidas para el Medio Ambiente, mayo 2019

## Recepción
El resumen de los resultados del informe fue recibido y difundido por los principales medios de comunicación mundiales como El País de España, BBC y la revista Nature del Reino Unido, The New York Times, The Washington Post y la revista Science de EE. UU., Deutsch Welle de Alemania, El Clarín de Argentina, Sputnik de Rusia y RFI de Francia.